# Axat
Axat je francouzská obec v departementu Aude v regionu Languedoc-Roussillon. V roce 2009 zde žilo 656 obyvatel. Je centrem kantonu Axat.